# پارسال پیچیده بود
 «پارسال پیچیده بود» آلبومی از هنرمند اهل ایالات متحده آمریکا نیک جوناس است که در ۱۰ ژوئن ۲۰۱۶ منتشر شد. از ترانه‌های پرفروشش به نزدیک اشاره کرد که با توه لو خوانده شده‌است.
این آلبوم در چارت‌های آمریکا، اسپانیا جزو ده آلبوم اول قرار گرفت.